# Cleora obsitaria
Cleora obsitaria är en fjärilsart som beskrevs av Paul Mabille 1890. Cleora obsitaria ingår i släktet Cleora och familjen mätare. Inga underarter finns listade i Catalogue of Life.